# Чермошанська Юлія Ігорівна
Юлія Ігорівна Чермошанська  (рос. Юлия Игоревна Чермошанская, 6 січня 1986) — російська легкоатлетка, учасния Олімпійських ігор.

## Виступи на Олімпіадах
| Олімпіада  | Дисципліна              | Місце                     |
| ---------- | ----------------------- | ------------------------- |
| Пекін 2008 | біг на 200 метрів       | 5 h1 r3/4 дискваліфікація |
| Пекін 2008 | естафета 4 x 100 метрів | Золото дискваліфікація    |

У серпні 2015 року розпочалися повторні аналізи на виявлення допінгу зі збережених зразків з Олімпійських ігор у Пекіні 2008 року та Лондоні 2012 року.
Перевірка зразків Юлії Чермошанської з Пекіна 2008 року призвела до позитивного результату на заборонені речовини — станозололу та дегідрохлорметилтестостерону (мастабалу). Рішенням дисциплінарної комісії Міжнародного олімпійського комітету від 16 серпня 2016 року вона була дискваліфікована з Олімпійських ігор в Пекіні 2008 року і позбавлена золотої олімпійської медалі. Разом з нею була дискваліфікована і втратила золоті медалі вся жіноча збірна Росії з естафетного бігу 4×100 метрів на пекінській олімпіаді.